# Hiam Abbass
  Hiam Abbass  (àrab: هيام عباس)  (Natzaret, 30 de novembre de 1960) és una actriu i directora de cinema francesa d'origen palestí. És coneguda pels seus papers en pel·lícules com Paradise Now (2005), Munich (2005), The Visitor (2007) i Blade Runner 2049 (2017). Va guanyar popularitat pel seu paper de Marcia Roy a la sèrie Succession (2018-2023).

## Trajectòria
Abbass va néixer en una família d'àrabs d'Israel a Natzaret i es va criar al poble proper de Deir Hanna. Des de finals de la dècada del 1980 viu a París i té la nacionalitat francesa.
Durant el rodatge de la pel·lícula de Steven Spielberg Munich (2005), Abbass va viure tres mesos en un hotel amb actors israelians i palestins. Durant aquest temps, van tenir moltes discussions que «van ajudar a les dues parts a apropar-se». En una entrevista del 2006, Abbass va afirmar: «encara recordo el difícil que va ser per als actors àrabs maltractar els actors israelians en la primera escena on la selecció israeliana és presa com a ostatge».
Abbass va dirigir dos curtmetratges, Le Pain (2001) i La Danse éternelle (2004). Més endavant, va interpretar Hind al-Husseini a la pel·lícula Miral (2010), de Julian Schnabel, basada en la vida de Husseini i el seu orfenat.
A la pel·lícula de 2009 de Jim Jarmusch The Limits of Control, en el paper de Driver, recita en àrab clàssic una de les frases leitmotiv de la pel·lícula: «Qui creu que és més gran que la resta ha d'anar al cementiri. Allà farà cap, per a veure què és realment la vida».
El 2012, va formar part del jurat del 65è Festival Internacional de Cinema de Canes. Va debutar en el llargmetratge amb The Inheritance el 2012.
El 2023, Abbass va protagonitzar la pel·lícula documental Bye Bye Tiberias que segueix la seva determinació de perseguir el seu somni de convertir-se en actriu, dirigida per la seva filla, Lina Soualem. Es va estrenar al 80a Mostra Internacional de Cinema de Venècia i es va projectar al Festival Internacional de Cinema de Toronto el setembre de 2023.